# Mistrovství světa ve fotbale klubů 2013
Mistrovství světa ve fotbale klubů 2013 se hrálo v termínu od 11. do 21. prosince 2013 v marockých městech Marrákeš a Agádír. Šlo o 10. ročník MS klubů, ve kterém se střetlo šest vítězů jednotlivých nejvyšších kontinentálních soutěží a vítěz ligy pořadatelské země.
Vítězem se stal německý klub FC Bayern Mnichov, který ve finále porazil marocký tým Raja Casablanca 2:0.

## Kvalifikované týmy
| Tým                          | Konfederace | Způsob kvalifikace                  |
| ---------------------------- | ----------- | ----------------------------------- |
| Kvalifikováni do semifinále  |             |                                     |
| FC Bayern Mnichov            | UEFA        | Vítěz Ligy mistrů UEFA 2012/13      |
| CA Mineiro                   | CONMEBOL    | Vítěz Copa Libertadores 2013        |
| Kvalifikováni do čtvrtfinále |             |                                     |
| CF Monterrey                 | CONCACAF    | Vítěz Ligy mistrů CONCACAF 2012/13  |
| Kuang-čou FC                 | AFC         | Vítěz Ligy mistrů AFC 2013          |
| Al-Ahly SC                   | CAF         | Vítěz Ligy mistrů CAF 2013          |
| Kvalifikováni do osmifinále  |             |                                     |
| Auckland City FC             | OFC         | Vítěz Ligy mistrů OFC 2012/13       |
| Raja Casablanca              | Hostitel    | Vítěz Botoly 2012/13 (marocká liga) |

## Zápasy
Všechny časy jsou v UTC+0.

### Osmifinále
| 11. prosince 2013 19:30 |        |               |                                                                      |
| Raja Casablanca         | 2 : 1  | Auckland City | Stade Adrar, Agádír diváci: 34 875 rozhodčí: Bakary Gassama (Gambie) |
| Iajour 39' Hafidi 90+2' | Report | Krishna 63'   | Stade Adrar, Agádír diváci: 34 875 rozhodčí: Bakary Gassama (Gambie) |

### Čtvrtfinále
| 14. prosince 2013 16:00 |        |         |                                                                      |
| Kuang-čou FC            | 2 : 0  | Al-Ahly | Stade Adrar, Agádír diváci: 34 579 rozhodčí: Sandro Ricci (Brazílie) |
| Elkeson 49' Conca 67'   | Report |         | Stade Adrar, Agádír diváci: 34 579 rozhodčí: Sandro Ricci (Brazílie) |

| 14. prosince 2013 19:30 |                |             |                                                                     |
| Raja Casablanca         | 2 : 1 (prodl.) | Monterrey   | Stade Adrar, Agádír diváci: 34 579 rozhodčí: Alireza Faghani (Írán) |
| Chtibi 24' Guehi 95'    | Report         | Basanta 53' | Stade Adrar, Agádír diváci: 34 579 rozhodčí: Alireza Faghani (Írán) |

### Semifinále
| 17. prosince 2013 19:30 |        |                                    |                                                                      |
| Kuang-čou FC            | 0 : 3  | FC Bayern Mnichov                  | Stade Adrar, Agádír diváci: 27 311 rozhodčí: Bakary Gassama (Gambie) |
|                         | Report | Ribéry 40' Mandžukić 44' Götze 47' | Stade Adrar, Agádír diváci: 27 311 rozhodčí: Bakary Gassama (Gambie) |

| 18. prosince 2013 19:30                      |        |                |                                                                                           |
| Raja Casablanca                              | 3 : 1  | CA Mineiro     | Stade de Marrakech, Marrákeš diváci: 35 219 rozhodčí: Carlos Velasco Carballo (Španělsko) |
| Iajour 51' Moutouali 84' (pen.) Mabidé 90+4' | Report | Ronaldinho 63' | Stade de Marrakech, Marrákeš diváci: 35 219 rozhodčí: Carlos Velasco Carballo (Španělsko) |

### O 5. místo
| 18. prosince 2013 16:30 |        |                                                        |                                                                         |
| Al-Ahly                 | 1 : 5  | Monterrey                                              | Stade de Marrakech, Marrákeš diváci: 35 219 rozhodčí: Mark Geiger (USA) |
| Moteab 8'               | Report | Cardozo 3' Delgado 22', 65' López 27' Suazo 45' (pen.) | Stade de Marrakech, Marrákeš diváci: 35 219 rozhodčí: Mark Geiger (USA) |

### O 3. místo
| 21. prosince 2013 16:30           |        |                                               |                                                                              |
| Kuang-čou FC                      | 2 : 3  | CA Mineiro                                    | Stade de Marrakech, Marrákeš diváci: 37 774 rozhodčí: Alireza Faghani (Írán) |
| Muriqui 9' Darío Conca 15' (pen.) | Report | Diego Tardelli 2' Ronaldinho 45+1' Luan 90+1' | Stade de Marrakech, Marrákeš diváci: 37 774 rozhodčí: Alireza Faghani (Írán) |

### Finále
| 21. prosince 2013 19:30 |        |                 |                                                                               |
| FC Bayern Mnichov       | 2 : 0  | Raja Casablanca | Stade de Marrakech, Marrákeš diváci: 37 774 rozhodčí: Sandro Ricci (Brazílie) |
| Dante 7' Thiago 22'     | Report |                 | Stade de Marrakech, Marrákeš diváci: 37 774 rozhodčí: Sandro Ricci (Brazílie) |

## Konečné pořadí
| Poř. | Tým               | Konfederace | Z | V | R | P | VG | IG | +/- |
| ---- | ----------------- | ----------- | - | - | - | - | -- | -- | --- |
| 1.   | FC Bayern Mnichov | UEFA        | 2 | 2 | 0 | 0 | 5  | 0  | +5  |
| 2.   | Raja Casablanca   | CAF         | 4 | 3 | 0 | 1 | 7  | 5  | +2  |
| 3.   | CA Mineiro        | CONMEBOL    | 2 | 1 | 0 | 1 | 4  | 5  | −1  |
| 4.   | Kuang-čou FC      | AFC         | 3 | 1 | 0 | 2 | 4  | 6  | −2  |
| 5.   | Monterrey         | CONCACAF    | 2 | 1 | 0 | 1 | 6  | 3  | +3  |
| 6.   | Al-Ahly           | CAF         | 2 | 0 | 0 | 2 | 1  | 7  | −6  |
| 7.   | Auckland City     | OFC         | 1 | 0 | 0 | 1 | 1  | 2  | −1  |

## Vítěz
| Mistrovství světa ve fotbale klubů 2013 FC Bayern Mnichov 1. titul Manuel Neuer, Rafinha, Jérôme Boateng, Dante, David Alaba, Philipp Lahm , Xherdan Shaqiri, Thiago, Toni Kroos, Franck Ribéry, Thomas Müller, Tom Starke, Lukas Raeder, Daniel Van Buyten, Jan Kirchhoff, Diego Contento, Javi Martínez, Mario Götze, Mitchell Weiser, Pierre Højbjerg, Julian Green, Mario Mandžukić, Claudio Pizarro Trenér: Pep Guardiola |